# Supercondensador

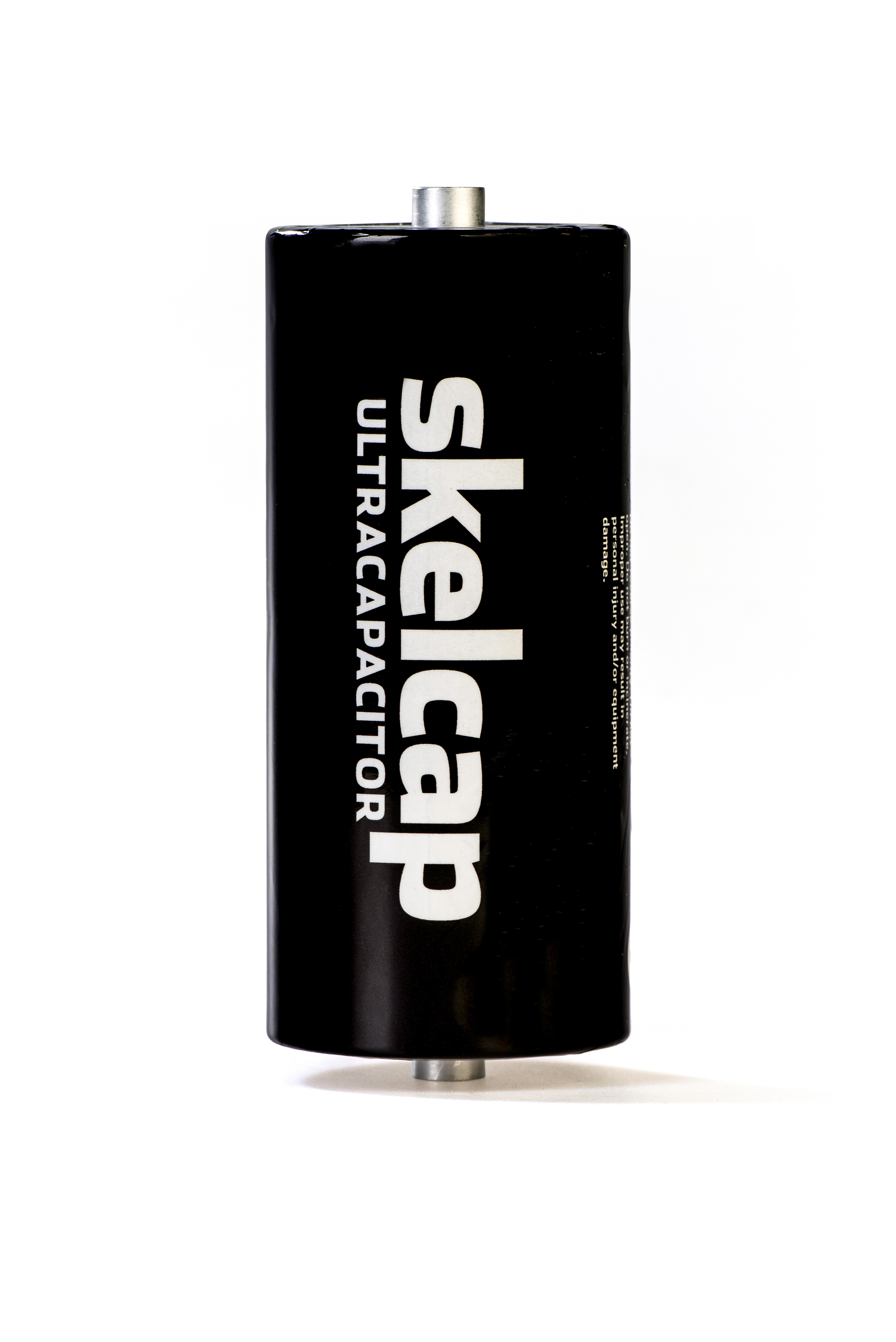
Supercondensador de Skeleton Technologies

Los supercondensadores, también conocidos como condensadores electroquímicos de doble capa, pseudocondensadores, ultracondensadores o simplemente EDLC por sus siglas en inglés, son dispositivos electroquímicos capaces de sustentar una densidad de energía inusualmente alta en comparación con los condensadores normales, presentando una capacidad miles de veces mayor que la de los condensadores electrolíticos de alta capacidad.
Mientras que un típico condensador electrolítico D-Cell tiene una capacidad de decenas de miliFaradios (mF), la de un EDLC del mismo tamaño será de varios faradios, o sea alrededor de dos o tres órdenes de magnitud mayor, pero generalmente con una menor tensión de trabajo. Los EDLC comerciales de mayor tamaño cuentan con capacidades tan elevadas como 5000 F, alcanzando densidades de energía de hasta 30 Wh/kg (unas 500 veces menos que la gasolina).

## Historia
El primer supercondensador fue patentado por el ingeniero eléctrico H. E. Becker para la General Electric en 1957, y se basaba en el principio de aumento del área de las placas sustituyendo la interfaz cerámica o polimérica entre las placas por un material poroso de carbono en una disolución electrolítica, produciendo un aumento en el área de las placas y por tanto en la capacidad.
El primer supercondensador comercial lo fabricó Standard Oil of Ohio (SOHIO) en 1969, con una interfaz de carbono y solución electrolítica de sal de tetralquilamonio. A pesar de los grandes problemas derivados de la enorme resistencia interna de los primeros supercondensadores, en los siguientes veinte años fueron utilizados para el desarrollo de los primeros magnetoscopios, respaldos de memoria para computadoras y cámaras de alta tecnología; usando para ello interfaces de carbono con placas de aluminio en plasma. A final de los ochenta, se desarrolló el primer supercondensador de un faradio, y compañías rusas a principios de los noventa presentaron el primer supercondensador que superaba los cien faradios.
El primer éxito para obtener supercondensadores rentables fue el uso de dióxido de rutenio por Conway y sus colaboradores en 1991, ya que fue el primer supercondensador que presentó una baja resistencia interna. Estos dispositivos generaron un gran interés debido a su aplicación a automóviles híbridos, por lo que se impulsó su investigación en todo el mundo. Una de las más importantes fue la iniciada en 1998 por el Departamento de Energía de los Estados Unidos y que aún sigue vigente. Actualmente los supercondensadores comerciales son de base carbono con un electrolito de metal alcalino o alcalinotérreo. Los principales productores son Panasonic y Maxwell Tecnologies. Donde se ocupan más actualmente son para diseño de sistemas de potencia para la estabilización de voltaje, por lo que encontramos supercondensadores de 1500 y 3000 faradios, con un peso que va del kilo y medio a los tres kilogramos. Continúa la investigación en autos híbridos y su uso en sistemas de energía solar y energía eólica.

## Principio de pseudocapacitancia
Los estudios en supercapacitancia llevaron a proponer un nuevo modelo de almacenaje de energía eléctrica: la pseudocapacidad o pseudocapacitancia. En la capacitancia clásica el almacenamiento de energía está asociado a la acumulación de carga eléctrica entre las láminas del condensador gracias al medio aislante. Pero se descubrió que la acumulación de carga en los supercondensadores, principalmente en los de carbono con disolución electrolítica de un metal, era en cambio producida por la deficiencia electrónica producto de la interacción de los iones metálicos con el medio de carbono.
La pseudocapacitancia es un fenómeno dependiente de la tensión, con lo que por lo tanto se posee una capacitancia variable que debe ser modelada adecuadamente. Sin embargo, los rangos de tensión en que son utilizados los supercondensadores permiten su manejo como un condensador convencional con un valor alto de capacitancia y una serie de resistencias e inductores. Además, se aumenta la capacitancia con una delgada capa de material aislante entre las caras de carbono.
De acuerdo con este modelo teórico, uno de los principales aspectos a estudiar en el fenómeno de supercapacitancia es la concentración del electrolito y la naturaleza de los electrodos (denominación común de las barras conductoras) así como la naturaleza de la capa de aislante. Zhang indica que los electrolitos recomendados para la construcción de supercondensadores son los hidróxidos de sodio e hidróxido de potasio, y afirma que hay un aumento de la capacidad hasta un punto crítico en 2 y 10 molar respectivamente; sin embargo, el aumento de la concentración trae consigo un aumento constante de la resistencia interna del dispositivo. Por otro lado la presencia de las entrecaras de carbono incrementa la capacitancia únicamente si la porosidad promedio del medio es máxima, por lo que los diseños de nanotubos y nanoespumas son fundamentales para el desarrollo de supercondensadores. Por último Obreja indica que la capa ideal debe oscilar entre los 50 y los 200 micrómetros.

## Clasificación y elaboración de supercondensadores

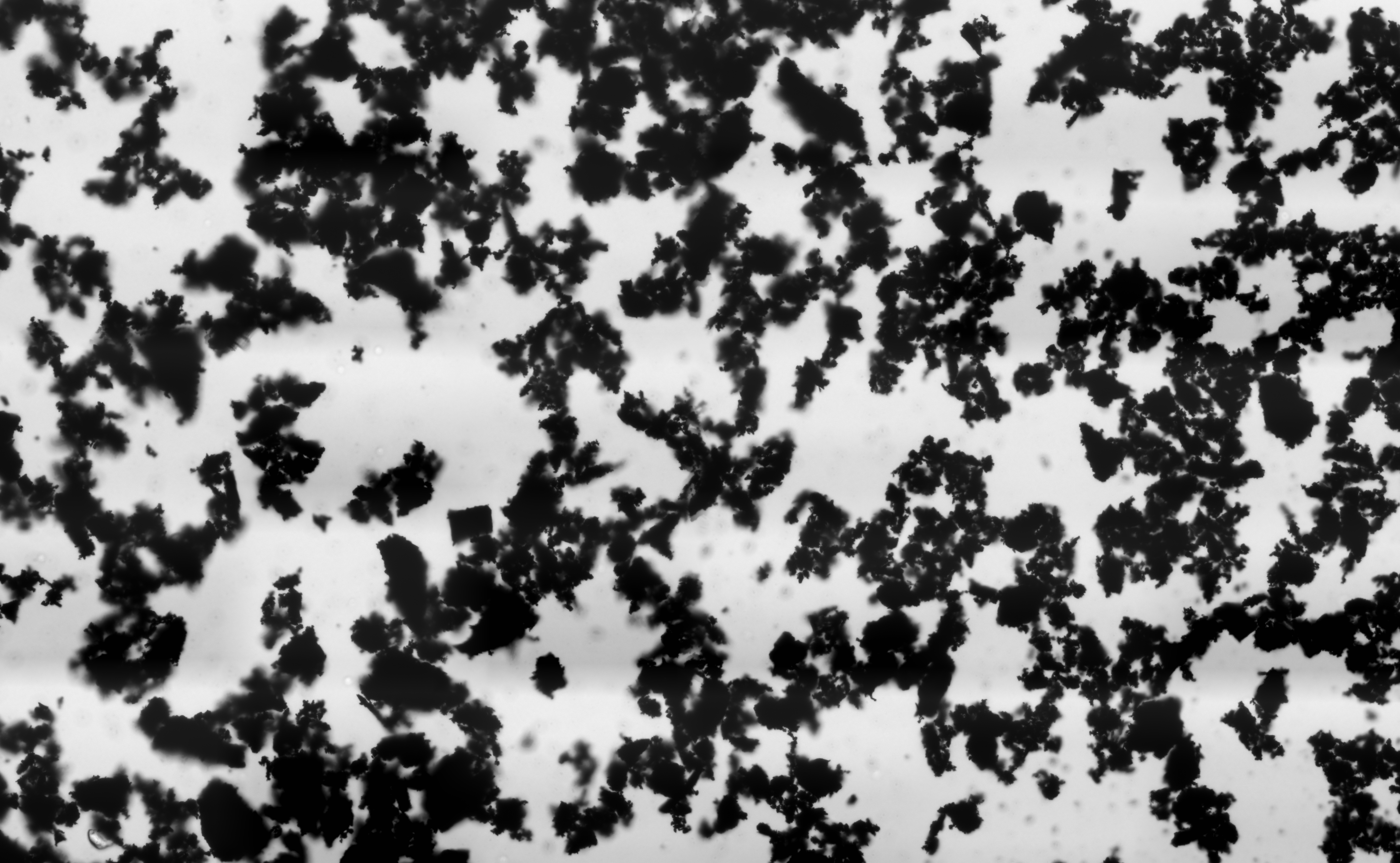
Carbón activado, Pólvora negra, Imágenes microscópicas de campo brillante, Supercondensadores

Los supercondensadores actualmente se clasifican de acuerdo con los materiales de los que se encuentran elaborados. Actualmente se distinguen de acuerdo con Zhou y Dinh–Nguyen principalmente cuatro tipos:
1. Supercondensadores electrolíticos de entrecaras de carbono de doble capaLos principales son los que utilizan hidróxido de sodio y potasio o ácido sulfúrico. En ellos la disolución se disocia en iones positivos de sodio o potasio, que ante la presencia de voltaje por aumento de la atracción entre cargas se acumula una mayor energía eléctrica.
2. Supercondensadores no electrolíticos de entrecaras de carbono de doble capaLos principales son los que son elaborados como aerogeles, soles, los de nanotubos de carbono y carbón activado.
Los soles son dispersiones de partículas sólidas en líquido que se encuentran indefinidamente en movimiento browniano. En cambio un gel es un sólido que posee una gran cantidad de líquido y una estructura que permite que se encuentren ambas fases combinadas. Para la formación de soles para condensadores se forma el óxido de metal elegido en agua, sea a altas temperaturas o con un exceso de base para formar el sol. Posteriormente el sol es gelado por deshidratación o aumento de pH. También se pueden formar soles orgánicos con resorcinol en formaldehído. El resultado de los procesos es la formación de un material homogéneo muy poroso que permite una alta capacitancia. Si el sol es combinado con la interfaz de carbono se calcula que puede alcanzarse una capacitancia de 400 faradios por gramo.
3. Supercondensadores acuosos de óxido de doble capa con pseudocapacitancia redoxLos principales son los de óxido de litio, dióxido de rutenio, dióxido de iridio, óxido de cobalto(II) y dióxido de manganeso.
Los supercondensadores pueden fabricarse siguiendo la metodología de la sección anterior para elaborar un sol. Otra forma de obtenerlo es por la deposición de un óxido metálico por medio de un procedimiento de electrólisis. Se han hecho investigaciones donde se han alcanzado capacitancias de 400 F/g con óxido de rutenio(III). Supercondensadores más rentables de alrededor de 50 F/g se han logrado con óxido de níquel. Una forma alternativa para generar la estructura porosa es la adición de óxido de litio a un metal como el platino; a este material se le agrega ácido para retirar el litio y mantener la estructura porosa de escala nanométrica.
4. Supercondensadores de polímeros conductoresSe define como polímero conductor como una sustancia orgánica que conduce la electricidad de manera parecida a la de un metal, buena reversibilidad entre estado conductor y no conductor y flexibilidad mecánica. Los principales son los de politiofeno, polipirrol y polianilina. Tienen una densidad de energía mayor a 500 Watts por kilogramo, y aún se estudian sus propiedades de capacitancia.

## Aplicaciones de los supercondensadores
La investigación en supercondensadores se encuentra motivada por las enormes ventajas que su uso representa para el desarrollo de circuitos eléctricos:
1. Gran período de operación
2. Capacidad de manejar altos valores de corriente
3. Valor de carga fácil de monitorear
4. Alta eficiencia
5. Gran rango de tensión
6. Gran rango de temperatura
7. Ciclos de funcionamiento largos
8. Facilidad de mantenimiento

La vida útil de un supercondensador disminuye conforme aumenta su capacitancia, pero actualmente contamos con dispositivos que superan una vida útil de veinte años con pérdidas en la tensión suministrado de alrededor de un voltio. Debido a estas propiedades de vida útil y manejo de tensión y corriente los supercondensadores han sido utilizados en diversas aplicaciones: y prometen llenar la brecha entre los condensadores y baterías.
Los EDLCs tienen una variedad de aplicaciones comerciales, especialmente en "suavización de energía" y los dispositivos de carga momentánea. Dentro de sus primeros usos cabe destacar como fuente de energía para el arranque de motores en grandes tanques de guerra y submarinos. Debido a que se han reducido los costos de producción, han comenzado a aparecer en los camiones diésel y en locomotoras. Más recientemente se han convertido en un tema de gran interés en la llamada Energía verde, pues su capacidad de absorber energía rápidamente los hace particularmente adecuados para aplicaciones de freno regenerativo. Mientras que las pilas, por otro lado, tienen dificultades en esta tarea debido su lenta velocidad de carga. Por su tamaño y peso reducido, los EDLCs, se están adaptando para almacenar electricidad en vehículos eléctricos.
Un condensador de alta capacidad tiene un gran rendimiento (el 98% de la carga se devuelve); almacena mucha energía en relación con su peso (4Wh/kg), aunque no tanto como una batería; no presentan efecto memoria y tienen una gran capacidad de carga y descarga rápida (5kW/kg).[cita requerida]

### Automóviles híbridos
Por la eficiencia en el uso de la energía estos dispositivos son un elemento prometedor para el desarrollo de medios de transporte que combinen la energía solar con la proveniente de combustibles fósiles. Su aprovechamiento se debe fundamentalmente a que permiten una mejor descarga de energía durante la aceleración del vehículo. En la prueba realizada en el año 2000 para los nuevos autobuses de transporte de la NASA que con el uso de condensadores se podía acelerar a 157 pies (48 m) en 10 segundos con el mínimo de pérdidas de energía.
Un desarrollo importante es el uso de supercondensadores para el desarrollo de la unidad de apoyo auxiliar (APU por sus siglas en inglés). Freightliner y Delphi demostraron su uso en sistemas automotrices de pasajeros, aunque BMW argumenta que hay poca sensibilidad para su regulación debido a las modificaciones hechas a la gasolina para reducir la emisión de contaminantes, por lo que es viable instalarlos en sistemas basados en hidrógeno.

### Apoyo energético
Muchos proyectos en ingeniería, como el diseño de elevadores, requieren de ciclos donde en una etapa se requiera una baja descarga de energía y otros de una alta descarga (como cuando el elevador desciende y asciende). Esta demanda requiere de sistemas que permitan una regulación precisa de la energía suministrada y una alta capacidad de almacenamiento de energía. De esta manera los supercondensadores suministran la energía necesaria para subir el elevador sin necesidad de sobrecargar la red eléctrica.
En aplicaciones de energía solar es necesario estabilizar la tensión suministrado por las fotoceldas, por lo que se utilizan supercondensadores de 2400 F dispuestos en paralelo para estabilizar el suministro de energía eléctrica. De las fotoceldas generalmente se traslada la diferencia de potencial a una válvula de regulación de descarga ácida. Actualmente se estudia la manera de controlar la tensión a través de un banco de supercondensadores que permite disminuir los picos de tensión y proveer una corriente constante de 1.37 A por 45 segundos cada hora, gracias al almacenamiento de energía en el condensador y su liberación estable en un circuito equivalente RLC.

### Almacenamiento de energía
Uno de los usos más extendidos de supercondensadores es su uso en sistemas microelectrónicos, memorias de computadoras, relojes y cámaras de alta precisión. Su uso permite mantener el funcionamiento de los dispositivos durante horas e incluso días. Una aplicación estudiada ampliamente en la actualidad es el uso de supercondensadores en sistemas UPS unido a sistemas de transferencia de energía acoplados por inducción (ICPT). Se utilizan para facilitar la transferencia de energía, hacer más eficiente la carga de energía eléctrica, permitiendo el aislamiento de los sistemas UPS para el funcionamiento de sistemas eléctricos.

### Sistemas de transferencia de potencia
En el área de energía las propiedades de los supercondensadores son de gran importancia para la transferencia de energía. Los sistemas STATCOM (Compensadores Estáticos) son dispositivos de la familia de los sistemas de transmisión de corriente flexible alternante (FACTS), y se utiliza para el control de los picos de tensión en sistemas eléctricos. Cuando se conectan con sistemas de transferencia de potencia a elementos STATCOM, se produce una gran inductancia que produce un incremento en la corriente y picos de tensión, por lo que es necesario tener condensadores de gran capacitancia para compensar este fenómeno. Su uso permite mantener una corriente constante y menores picos de tensión para facilitar la transmisión de la energía eléctrica.